# Robecco Pavese
Robecco Pavese es una localidad y comune italiana de la provincia de Pavía, región de Lombardía, con 545 habitantes.

## Evolución demográfica
| Gráfica de evolución demográfica de Robecco Pavese entre 1861 y 2011 |
|                                                                      |
| Fuente ISTAT - elaboración gráfica de Wikipedia                      |